# Gheorghe Vlăduțescu
Gheorghe Vlăduțescu (n. 8 septembrie 1937, Târgu Cărbunești, județul Gorj) este un filozof român, profesor de filozofie la Facultatea de Filozofie la Universitatea din București, membru titular (din 1999) al Academiei Române.

## Biografie
Gheorghe Vlăduțescu s-a născut la data de 8 septembrie 1937 în orașul Târgu Cărbunești (județul Gorj). După efectuarea studiilor preuniversitare la Tg. Jiu, a absolvit Facultatea de Filozofie din cadrul Universității din București în anul 1962, după care a fost încadrat în învățământul universitar pe rând în funcțiile de preparator, asistent, lector și ulterior de conferențiar la Catedra de istorie a filozofiei. În anul 1971, a obținut titlul științific de Doctor în filozofie cu teza Inducția aristotelică.
Din anul 1990 are gradul didactic de profesor universitar, fiind ales în funcția de șef al Catedrei de Istoria filozofiei și filozofia culturii. Tot în același an a devenit conducător de doctorat. A predat în calitate de profesor titular cursul de Filosofia greacă. A fost profesor invitat la Centrul de studii asupra filosofiei grecești "Leon Robin" de la Sorbona și a susținut conferințe asupra filosofiei grecești și medievale în țară și străinătate.
Între anii 6 iulie 1990 - 1 martie 1995, prof. dr. Gheorghe Vlăduțescu a deținut funcția de Secretar de Stat pentru Culte în cadrul Ministerului Culturii și Cultelor, în guvernele Văcăroiu, Roman.
În anul 1995, prof. dr. Gheorghe Vlăduțescu a fost ales ca membru corespondent al Academiei Române, fiind promovat ca membru titular al acstui înalt for cultural și cademic român în anul  1999. A deținut funcția de vicepreședinte al Academiei Române între anii 2002-2006. Este membru în „Asociația internațională pentru apărarea libertății religioase” de pe lângă Consiliul European și UNESCO.
Acad. prof. dr. Gheorghe Vlăduțescu este membru fondator al “Centrului de Studii asupra Imaginarului și Raționalității” din Craiova, precum și membru al Societății de Studii Clasice din București. În anul 2000, a fost ales ca membru al Académie des Sciences, des Arts et des Lettres din Paris (Franța).
În anul 2002, acad. Gheorghe Vlăduțescu a fost decorat cu Ordinul "Steaua României" în grad de cavaler.

## Opera

### Filozofie
- Prometeu împotriva lui Zeus : (libera cugetare în Grecia și Roma veche), co-autor Aurelian Tache,  Editura Științifică, București, 1967
- Totemismul, Editura Științifică, București, 1968
- Personalismul francez : geneză și împlinire, Editura Științifică, București, 1971
- Etica lui Epicur, București, Editura Științifică, 1972
- Filosofia neotomistă în Franța, Editura Științifică, București, 1973
- Spiritualism și fideism în filosofia contemporană, Editura Politică, București, 1973
- Introducere în istoria filosofiei medievale : lumini și umbre în gîndirea Evului mediu european, Editura Enciclopedică Româna, București, 1973
- Ereziile evului mediu creștin, Editura Enciclopedică,București, 1974
- Experiență și inducție la Aristotel, Editura Științifică și enciclopedică, București, 1975
- Introducere în istoria filosofiei Orientului antic, Editura Științifică și Enciclopedică, București, 1980
- Studii aristotelice, co-autor Mihai Nasta, Tipografia Universității București, 1981
- Filosofia legendelor cosmogonice românești, Editura Minerva, București, 1982
- Filosofia în Grecia veche, Editura Albatros, București, 1984
- Deschideri către o posibilă ontologie : interpretări la presocratici, Editura Științifică și Enciclopedică, București, 1987
- O istorie a ideilor filosofice, Ediura Științifică, București, 1990
- Filosofia in Grecia Veche, Editura Albatros, București, 1991
- Filozofia în Roma antică : forme de gândire și evoluții, Albatros, București, 1991
- Filosofie spaniolă în texte : Evul mediu, Renașterea, Editura Științifică, București, 1991
- O istorie a enciclopediei grecești, Editura Paideia, București, 1994
- Filosofia primelor secole creștine, Editura Enciclopedică, București, 1995;
- Bufnița Minervei, Editura Științifică, București, 1996
- Ontologie și metafizică la greci. Presocraticii, Editura Paideia, București, 1998
- Rațiune și credință, antologie coordonată de Gheorghe Vlăduțescu și Septimiu Chelcea, Editura Științifică și Enciclopedică, București, 1988
- Cum mureau filosofii in Grecia Veche, Editura Ardealul, Târgu-Mures, 2000
- Caiete de istoria filosofiei și filosofia culturii, Paideia, București, 2001
- Cei doi Socrate, Editura Polirom, București, 2001
- O enciclopedie a filosofiei grecești, Editura Paideia, București, 2001
- Thales din Milet, Editura Paideia, București, 2001
- Neconvențional, despre filosofia românească, Editura Paideia, București, 2002
- Filozofie și politică: 1957-1962, Editura Paideia, București, 2003
- Pentru ce istoria filosofiei ?, Editura Paideia, București 2003 (coordonator Gheorghe Vlăduțescu)
- Istoria filosofiei în texte alese (antologie de texte alcatuită în colaborare cu Ion Bănșoiu și Savu Totu), Editura Paideia, București, 2004
- Teologie și metafizică în cultura evului mediu, Editura Paideia, București, 2003

### Altele
- Încercare de utopie, Paideia, București, 1998 (literatură)
- Istoria sentimentala a unui sat, Paideia, București (memorialistică)
- Aristotel - Metafizica, Editura Paideia, București, 1998 (traduere)
- Anselmus Sanctus - Proslogion, Editura Științifică, București, 1997